# Justin Pierre Marie Macquart

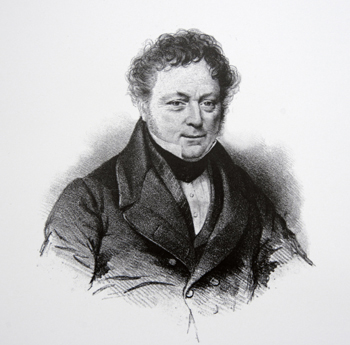
Um retrato de Macquart

Pierre-Justin-Marie Macquart (Hazebrouck, 8 de abril de 1776 — Lille, 25 de novembro de 1855), ou simplesmente Macquart, foi um entomologista francês especializado no estudo da ordem Diptera. Ele trabalhou em espécies do mundo, também em espécies europeias, e descreveu muitas novas espécies.
Ele serviu no exército a partir dos 21 anos, visitando a Alemanha, a Suíça e a Áustria, o que proporcionou a oportunidade de coletar espécies e livros. Depois de voltar para casa em 1798, dedicou-se aos estudos e conheceu o grande entomologista francês Latreille. Ele veio se especializar em Diptera, publicando Dipteres du nord de la France (1828-1833).